# Journal of Mediterranean Archaeology
Das Journal of Mediterranean Archaeology wird seit 1988 von der Sheffield Academic Press herausgegeben. Es ist die einzige archäologische Fachzeitschrift, die sich ausschließlich mit dem Mittelmeerraum befasst. Dabei reicht der zeitliche Rahmen vom Paläolithikum bis zur frühen Neuzeit, der räumliche von der Iberischen Halbinsel bis nach Jordanien, von den Pyrenäen und Alpen bis zum Atlasgebirge, schließt aber die Sahara mit ein, sofern deren Kulturen den Mittelmeerraum beeinflusst haben.
Herausgeber sind A. Bernard Knapp, John F. Cherry und Peter van Dommelen. Das JMA bietet keine Rezensionen. Die Fachzeitschrift erscheint jeweils im Juni und Dezember jeden Jahres.